# Luisiana
Luisiana est une localité de la province de Laguna, aux Philippines. En 2015, elle compte 19 720 habitants.